# Jarlshof
Jarlshof (/ˈjɑːrlzhɒf/ YARLZ-hof) [1] je najbolj znano prazgodovinsko arheološko najdišče na Shetlandih na Škotskem. Leži v Sumburghu na otoku Mainland in je bilo opisano kot »eno najbolj izjemnih arheoloških najdišč, ki so jih kdaj izkopali na Britanskem otočju«. Vsebuje ostanke iz let 2500 pred našim štetjem do 17. stoletja našega štetja.
Naseljenci iz bronaste dobe so pustili dokaze o več majhnih ovalnih hišah z debelimi kamnitimi zidovi in različnimi artefakti, vključno z okrašenim predmetom iz kosti. Ruševine iz železne dobe vključujejo več različnih vrst struktur, vključno s brohom in obrambnim zidom okoli mesta. Piktsko obdobje ponuja različna umetniška dela, vključno s poslikanim kamenčkom in simbolnim kamnom. Ruševine iz vikinške dobe so največje takšno mesto, ki je vidno kjerkoli v Veliki Britaniji in vključujejo dolgo hišo; izkopavanja so dala številna orodja in podroben vpogled v življenje na Shetlandih v tem času. Najbolj vidne strukture so zidovi utrjene graščine iz škotskega obdobja, ki je navdihnila ime Jarlshof, ki se prvič pojavi v romanu Walterja Scotta iz leta 1821.
najdišče je pod skrbništvom Historic Scotland in je odprto od aprila do septembra. Leta 2010 je bil The Crucible of Iron Age Shetland, vključno z Broh iz Mousa‎, Old Scatness in Jarlshof, dodan na poskusni seznami območij svetovne dediščine.

## Lokacija in etimologija
Jarlshof leži blizu južne konice Mainlanda, blizu naselij Sumburgh in Grutness ter južnega konca letališča Sumburgh. Lokacija gleda na morski rokav, imenovan West Voe of Sumburgh, bližnji sladkovodni izviri in gradbeni materiali, ki so na voljo na plaži, pa so dodali privlačnost lokacije kot naselja. Južni Mainland je tudi ugodna lokacija za poljedelstvo v kontekstu Shetlandov, v okolici pa je velika gostota prazgodovinskih naselbin. Jarlshof je le eno miljo od Scatnessa, kjer so leta 1975 odkrili ostanke drugega broha in druge ruševine podobne dolgoživosti. V Jarlshofu je majhen center za obiskovalce z razstavami in zbirko artefaktov.
Ime Jarlshof, ki pomeni 'Earl's Mansion', je skovanka Walterja Scotta, ki je mesto obiskal leta 1814 in ga osnoval na škotskem imenu lairdova hiša. Minilo je več kot stoletje kasneje, preden so izkopavanja dokazala, da je na tem mestu dejansko obstajala naselbina iz vikinške dobe, čeprav ni dokazov, da je tam kdaj živel nordijski velmož.

## Zgodovina
Ostanki v Jarlshofu predstavljajo tisoče let človeške naselitve in jih je mogoče videti kot mikrokozmos zgodovine Shetlandov. Razen Old House of Sumburgh (glej spodaj) je mesto ostalo večinoma skrito, dokler neurje v poznem 19. stoletju ni odneslo dela obale in razkrilo dokaze teh starodavnih zgradb. Uradna arheološka izkopavanja so se začela leta 1925 in kmalu so odkrili relikvije bronaste dobe. Jarlshof je bil eden od dveh najdišč brohov, ki so bili prvi izkopani s sodobnimi znanstvenimi tehnikami med letoma 1949 in 1952. Čeprav so bile usedline v brohu zaradi prejšnjih poskusov močno poškodovane, je to delo razkrilo zapleteno zaporedje gradenj iz različnih obdobij. Zgradbe na mestu vključujejo ostanke bronastodobne kovačnice, železnodobnega broha in okrogle hiše, kompleks piktskih okroglih hiš (krog kamnitih stebrov, ki spominjajo na napere kolesa in tvorijo osnovo za loke preklad), vikinško dolgo hišo in srednjeveško kmečko hišo. Od zgodnjih 1950-ih niso bila opravljena nobena nadaljnja izkopavanja in ni bilo poskusov radiokarbonskega datiranja.

### Neolitik
Najzgodnejše najdbe so keramika iz neolitika, čeprav je glavna naselbina iz bronaste dobe (glej spodaj). Najdišče v bližini je bilo datirano v 3200 pr. n. št..

### Bronasta doba
Bronasta doba na Škotskem je trajala od približno 2000 pr. n. št. do 800 pr. n. št.. Najstarejši znani ostanki na mestu Jarlshof izvirajo iz tega obdobja, čeprav obstajajo dokazi o poselitvi že leta 2500 pr. n. št.. Ostanki več majhnih ovalnih hiš z debelimi kamnitimi zidovi segajo v pozno bronasto dobo in strukture kažejo nekaj podobnosti s Skara Brae na Mainlandu, Orkneyji, vendar so manjše in poznejšega datuma. Te zgradbe so bile morda delno podzemne v najzgodnejšem obdobju poselitve, tehnika, ki je zagotavljala strukturno stabilnost in izolacijo.
Obstajajo tudi dokazi o hlevu za govedo z odpadnim kanalom, ki je vodil do rezervoarja na dvorišču, in kitovim vretencem, vgrajenim v steno, ki se je morda uporabljalo kot privezovalni drog. Polomljeni kalupi iz kovačnice kažejo, da so tam izdelovali sekire, nože, meče in zatiče, na mestu pa je bilo najdeno bronasto bodalo. Predmeti kažejo, da je bil kovač izučen v irskem slogu dela. Ohranjeni so tudi koščeni žebljički in šila ter izjemna kostna »ploščica«. Ta zadnji predmet je dolg 5 centimetrov, ima tri luknje, izvrtane na koncih, in je okrašen z različnimi linearnimi vzorci. Njegova funkcija ni znana. Strukture bronaste dobe so prekrite s sterilnim peskom, kar kaže na prekinitev poselitve pred naslednjo fazo gradnje.

### Železna doba in obdobje Piktov
Prebivalci železne dobe so zgradili del svoje naselbine na vrhu bronastodobne. Strukture vključujejo zapleteno okroglo hišo, ki jo je pozneje nadomestila »krožna hiša z ladjami«. Nobeden del ni bil datiran, čeprav artefakti, najdeni na tej ravni, vključujejo mlinske kamne, ki nakazujejo, da so bili slednji morda zgrajeni pred letom 200 pr. n. št.
V tem obdobju je nastal broh. Del strukture je bil izgubljen zaradi obalne erozije, postavljena pa je bila sodobna morska obramba. Stolp je bil najverjetneje prvotno visok 13 metrov ali več in tako kot pri mnogih drugih brohih bi bil s tega položaja odličen pogled na okoliška morja. V tem obdobju arheološka najdišča na Shetlandih običajno kažejo nekakšne obrambne utrdbe in Jarlshof ni izjema. Zunanji obrambni zid, povezan z brohom, je nekoč vseboval precejšnjo (čeprav precej slabo zgrajeno) hišo in dvor. Ta zid je bil pozneje uporabljen za gradnjo velike okrogle hiše v zavetrju broha.
Najzgodnejši del kompleksa okroglega prostora s stebri je datiran v leto 200 pr. n. št., čeprav so bili drugi deli zgrajeni pozneje, po 1. stoletju pr. n. št.– 2. stoletju n. št. Pri gradnji so bili uporabljeni kamni samega broha in dve od štirih glavnih struktur sta med najboljšimi primeri te vrste. Izvedena so bila tri zaporedna obdobja gradnje, najbolje ohranjena pa je ohranila znaten delež kamnitega dela strehe in prikazuje vrsto konzolnih obokov. En objekt je bil zgrajen kot krožna zgradba, nato pa so bili vstavljeni radialni stebri. To je morda bila prejšnja, manj stabilna zasnova. V enem primeru so stebri izmenično pravokotni in v obliki črke V, v drugem so vsi v slednji zasnovi, kar spet nakazuje razvoj sloga. Za razliko od mnogih podobnih prostorov drugje na Škotskem, ki so vgrajeni v zemljo, se zdi, da so bile strukture Jarlshofa zgrajene od nivoja tal navzgor.
Med artefakti iz poznejšega piktskega obdobja je koščena sponka z zaobljeno glavo, ki se je verjetno uporabljala kot sponka za lase ali obleko. Datirana je bila v obdobje 500–800 našega štetja. Poslikani kamenčki so povezani z več kot dvema ducatoma piktskih najdišč in en tak kamen je bil izkopan v Jarlshofu. Ta pravokotni fragment skrilavca je imel narisan križ in dva majhna zvitka v obliki črke S, kar kaže na povezavo s krščanskimi prepričanji. Tukaj je bil najden eden od le dveh piktskih simbolnih kamnov, najdenih v Shetlandu, ki ima obliko dvojnega diska in Z-palico. Najdbe lončenine vključujejo »polirano blago« iz obdobja po 10. letu našega štetja, vključno s skledami z ravnim robom. Zdi se, da je kakovost loncev upadla v obdobju pred naselitvijo Vikingov, saj so postali tanjši in na splošno bolj surovega dizajna.
V letih 43 in 77 našega štetja sta rimska avtorja Pomponij Mela in Plinij Starejši omenila sedem otokov, ki sta jih imenovala Haemodae oziroma Acmodae, oba pa naj bi bila Shetlandi. Druga zgodnja pisna omemba Shetlandskih otokov je morda Tacit poročal, da je rimska flota videla Thule na potovanju, ki je vključevalo otočje Orkney leta 98. Watson je leta 1926 izjavil, da je Tacit mislil na južni Shetland, verjetno na območje brohov v Jarlshofu.

### Nordijsko obdobje
Ostanki iz tega obdobja so pokrivali večino najdišča in domneva se, da so Norvežani naseljevali to mesto neprekinjeno od 9. do 14. stoletja. Alex Curle je med izkopavanji v 1930-ih našel prvo potrjeno nordijsko dolgo hišo na Britanskem otočju, kasnejša izkopavanja v 1950-ih pa so odkrila dokaze o ribolovu in kmetovanju. Redili so ovce, govedo, prašiče in ponije, uživali so atlantsko polenovko, saja in lenga, našli pa so tudi kosti kitov in tjulnjev ter ostanke enega samega psa. Piščančje kosti so na nordijskih nivojih redke.
V Jarlshofu je sedem hiš iz nordijske dobe, čeprav naenkrat nista bili v uporabi več kot dve. Bilo je več gospodarskih poslopij, vključno z majhno kvadratno zgradbo z velikim ognjiščem, ki je morda bila savna in ki sta jo pozneje nadomestili dve ločeni gospodarski poslopji. Največja hiša iz tega obdobja je 20 krat 5 metrov pravokotna komora z nasprotnimi vrati, lesenimi klopmi ob dolgih stranicah in ognjiščem v sredini. V nasprotju s prejšnjimi zgradbami, ki so imele stožčaste slamnate strehe, so imele nordijske stavbe grebenaste lesene okvirje. V kasnejšem obdobju so to veliko strukturo uporabljali tudi za zatočišče udomačenih živali (takrat je imela tlakovano središče in bokse za živali ob straneh), kasneje pa je morda še vedno postala gospodarsko poslopje. Vrata v stajo so arheologe zmedla, saj so se zdela preozka za kravo. Skrivnost je bila razrešena, ko so pri Eastingu na Unstu izkopali podobna vrata, ki so imela ozko osnovo, podobno kot Jarlshofova, vendar so se razširila. Drugo gospodarsko poslopje je interpretirano kot sušilnica koruze. Kasneje so bile hiše zgrajene pod kotom 90 stopinj glede na dolgo hišo in te so po vrsti in velikosti podobne kmetijskim hišam, ki so bile običajne na Shetlandih do sredine 19. stoletja.
Najdenih je bilo 150 uteži za statve, kar nakazuje, da je bila volna pomemben vidik življenja nordijske dobe. Uteži za vrvico iz kasnejšega nordijskega obdobja in z njimi povezani dokazi od drugod na Shetlandih kažejo, da je bil globokomorski ribolov tudi reden. Na najdišču Jarlshof so našli tudi številne dokaze o uporabi železnega orodja, kot so škarje, srpi ter trnek in nož. Ruda je bila lokalno pridobljeno močvirsko železo. V tem času so na tem območju rasli leska, breza in vrba, bor in hrast pa sta morala biti naplavljeni les ali uvožen les.
Na skrilavcu so bile najdene risbe ladij z zmajevimi gonili, portreti starca in mladega bradatega moškega ter štirinožne živali. Risbe so bile najdene na vikinških slojih, vendar so v piktskem slogu in so morda bodisi pred prihodom Norvežanov bodisi kažejo na kontinuiteto umetnosti in kulture iz enega obdobja v drugega. Podobno, čeprav je pravokotna oblika zgradb iz nordijske dobe precej drugačna od prejšnjega zaokroženega piktskega sloga, so kletni nivoji obeh obdobij zgrajeni na enak način. Uteži za statve v vikinškem slogu, vretena in druge posode so bile najdene s kamnitimi ploščami in drugimi predmeti piktskega dizajna. Najden je bil tudi bronasto-pozlačen nosilec za pas, izdelan na Irskem v 8. ali 9. stoletju; številni predmeti iz tega obdobja so v muzeju Shetlandov. Jarlshof vsebuje najobsežnejše ostanke vikinškega najdišča, kar jih je mogoče videti kjerkoli v Veliki Britaniji.

### Stara hiša Sumburgh
Grad, zdaj znan kot hiša Jarlshof, je bil zgrajen v škotskem obdobju. Prvotno je bila srednjeveška kamnita kmečka hiša, ki jo je v 16. stoletju Robert Stewart, 1. grof Orkneyski, spremenil v utrjeno hišo, potem ko je Škotska priključila Shetlande. Stavba se je v tem času imenovala 'Nova dvorana'. V zgodnjem 17. stoletju ga je nadalje posodobil njegov sin Patrick Stewart, 2. grof Orkneyjski, ki ga je preimenoval v 'Old House of Sumburgh'. Nato je prešel v last Johna Buchanana in Margaret Hartsyde, vendar je bil v poznem 17. stoletju opuščen. Struktura je bila znana tudi kot 'The Laird's house' in 'Stewart Mansion'.

## V popularni kulturi
Walter Scott je del svojega romana Pirat iz leta 1821 postavil v staro hišo v Sumburgu v 17. stoletje, ki ga je poimenoval Jarlshof.